# Henri Pézerat
Pour les articles homonymes, voir Pézerat.
Henri Pézerat, né le 12 avril 1928 à Chalon-sur-Saône et mort le 16 février 2009 à Paris 13e, est un chercheur français, diplômé de l'École de Chimie de Lyon, directeur de recherches au CNRS, chimiste, toxicologue et lanceur d'alerte.

## Biographie
Henri Pézerat est docteur en physique de l'Université de Paris (1967) et chercheur au CNRS,. Fin 1973, dans son laboratoire de chimie de Jussieu, il identifie l'amiante, dans la poussière blanche qui tombe du plafond et pollue les mesures. Il examine la littérature sur ce silicate et découvre qu'il s'agit d'un cancérogène. Il signale le fait à un collectif intersyndical qui avait été créé pour la sécurité, à la suite du décès d'une technicienne de laboratoire brûlée vive dans un laboratoire de Jussieu. Henri Pézerat a contribué à faire interdire l'amiante en France en 1997, grâce à son activité au sein du Comité anti-amiante de Jussieu, et non sans avoir été l'objet de campagnes de décrédibilisation de la part de lobbyistes de l'amiante comme Marcel Valtat. Il est aussi l’un des fondateurs de l’Association ALERT. En 1978, il soutient les travailleuses de l'usine Amisol de Clermont-Ferrand.
L'association Ban Asbestos France,  est née en 1995 de la rencontre en 1977 entre Henri Pézerat, Annie Thébaud-Mony (directrice de recherche à l'INSERM, spécialiste de la santé au travail), auteur du livre Travailler peut nuire gravement à votre santé et Patrick Herman (lanceur d'alerte sur l'amiante). Elle a participé activement en 1996 à la création de l'ANDEVA (Association Nationale de Défense des Victimes de l'Amiante). Malgré l'interdiction de ce matériau, des millions de tonnes d'amiante sont toujours en place.  
Après son départ à la retraite, Henri Pézerat reste toujours proche des malades et des victimes de l’amiante et élargit son champ d’action à d’autres polluants cancérigènes, à partir de son appartement de Fontenay-sous-bois.
En 1999, il lance l’Affaire des cancers pédiatriques de Vincennes, en alertant le Directeur Général de la Santé par une lettre où il décrit un agrégat spatio-temporel (cluster) de cancers d’enfants à l’école maternelle Franklin Roosevelt, construite sur l’ancienne friche industrielle laissée par les usines Kodak. Soutenant les parents du Collectif Vigilance-Franklin dont l’association, après avoir obtenu une étude épidémiologique et un suivi du site pollué, en demande toujours la dépollution, il représente les victimes au Comité scientifique, puis en désaccord avec le comité, il en démissionne.
En 2000, il met en garde contre la toxicité du fioul lourd s’échappant du bateau échoué, l’Erika,.
Ses derniers combats concerneront le désamiantage du porte-avion Clemenceau et la détermination du rôle délétère de l’aluminium dans la genèse de la maladie d'Alzheimer.
Henri Pézerat croyait en l'importance capitale de la toxicologie en médecine du travail, comme précurseur de la toxicologie de l'environnement. Il pensait que les travailleurs étaient les sentinelles du risque toxicologique tant professionnel qu'environnemental, en tant que premiers, et souvent les plus touchés par des polluants, les mêmes dans les deux cas. 
Son combat est poursuivi par l'Association Henri Pézerat Santé-Travail-Environnement,,.

## Publications
- Détection des cations échangeables de la montmorillonite par l'emploi des séries différences, avec Jacques Méring, in : Bulletin du Groupe français des argiles, 1958.
- La Science contre la philosophie: déterminisme et indéterminisme, deux concepts philosophiques, avec J. C. Sage, Paris, Editions Le Communiste, 1960[18].
- Contribution à l'étude des molybdates hydratés de zinc, cobalt et nickel, structure et nature chimique, thèse de doctorat, Université de Paris, 1967.
- Problèmes de non˗stœchiométrie dans certains molybdates hydratés de zinc, cobalt et nickel, in : Bulletin de la Société française de minéralogie et de cristallographie, 1967.
- Formation et caractérisation des complexes polystyrène-montmorillonite, avec M. Vallet, in: Bulletin du Groupe français des argiles, 1972.
- Application de la résonance paramagnétique électronique à la localisation du Fe3+ dans les smectites, avec D. Olivier et J. C. Vedrine, in : Bulletin du Groupe français des argiles, 1975.
- Glissement de feuillets accompagnant certains échanges cationiques dans les monocristaux de vermiculites, avec Cristina de la Calle et Hélène Suquet, in: Bulletin du Groupe français des argiles, 1975.
- Ordre et désordre dans l'empilement des feuillets de phyllosilicates 2 : 1 hydratés, avec Cristina de la Calle, Jean Dubernat et Hélène Suquet, in : Bulletin de minéralogie, 1980.
- Étude du contenu en eau des saponites et vermiculites sodiques et calciques, avec Hélène Suquet et Colette Malard, in : Bulletin de minéralogie, 1980.
- Cours intensif sur les techniques de détermination minéralogique de l'amiante, in : Bulletin de minéralogie, 1981.
- La recherche captive (commentaire), avec Annie Thébaud-Mony, in: Sciences sociales et santé, 1985[19].
- Capacité d'échange cationique et charge de surface du chrysotile, avec Hélène Suquet, Colette Malard et Jeanine Fournier, in : Bulletin de minéralogie, 1987.

## Filmographie
- Les Sentinelles, documentaire réalisé par son fils Pierre Pézerat, produit par Entre les images, retrace les travaux et le combat du chercheur avec les témoignages d'Annie Thébaud-Mony et des nombreuses personnes victimes de maladies professionnelles[20].